# عبد الجليل مرتاض
عبد الجليل مرتاض كاتب وباحث وعالم في مجال اللسانيات، يعتبر من الأعلام البارزين في دراسات اللغة العربية الحديثة، ولد في مدينة مسيردة بتلمسان، الجزائر عام 1945. حصل على شهادة الليسانس في اللغة العربية وآدابها من جامعة وهران عام 1973، ثم واصل دراساته العليا في فقه اللغة العربية وحصل على درجة الماجستير من جامعة الجزائر عام 1982. استكمل مسيرته الاكاديمية بحصوله على دكتوراه دولة في اللغويات "اللسانيات" من جامعة تلمسان عام 1994.
يولي عبد الجليل مرتاض أهمية كبيرة للسانيات العربية والدراسات اللغوية، ويعمل على تعزيز دورها في السياق العالمي.
عمل أستاذا مشاركا وزائرا في عدة جامعات وطنية ودولية كما ساهم في الإشراف وتأطير العديد من رسائل الماجستير والدكتوراه في اللغة العربية وعلومها واللسانيات الحديثة. شغر مناصب إدارية في التعليم العالي وكان مدير المعهد الوطني للتعليم العالي للغات والأدب العربي من 1984 الى 1990.
عبد الجليل مرتاض عضو اتحاد الكتاب الجزائريين وعضو سابق في رابطة الأدب الإسلامي العالمية في الرياض عام 1988م وعضو في المجلس الأعلى للغة العربية عام 1998م نظّم مختبر اللغة العربية و الاتصال التابع لكليّة الآداب و اللغات و الفنون بجامعة وهران يوما دراسيّا وطنيا لتكريم الدكتور عبد الجليل مرتاض، و كان ذلك يوم الخميس 13 مايو 2010، في تظاهرة علمية موسومة "بمقاربة الإبداع الأدبي و الإنتاج العلمي للباحث عبد الجليل مرتاض".
تمّ افتتاح التظاهرة من قبل مدير المختبر؛ حيث عبّر عن امتنانه للأساتذة المشاركين الذين فاقت مداخلاتهم الكمّ المُتوَقّع، و تأسّف على عدم إمكانية تمديد فترة التظاهرة إلى أيّام دراسية بسبب التحديد المسبق لرزنامة أعمال الكلية. ثم أُعطيت الكلمة للسيد الأمين العام للمجلس الأعلى للغة العربية الذي تحدّث عن علاقته الشخصية بالدكتور عبد الجليل مرتاض، و ذلك في إطار الزمالة المهنية التي جمعتهما لخدمة المجلس، لكنّه نوّه إلى أنّ العلاقة العلمية بينهما أقدم من ذلك، إنّها علاقة المتلقي لتلك البحوث العلمية التي خرجت -بفضل الدكتور عبد الجليل- عن إطار الدراسات اللغوية التقليدية و توسّعت لتصل إلى مجال الطب و الصيدلة...في محاولات جادة لخلق المصطلح العلمي بلغة القرآن الكريم.
يُعدّ عبد الجليل مرتاض واحدا من أعمدة اللغة العربية و آدابها في الجزائر و الوطن العربي، فزيادة على المناصب و المهام العلمية والإدارية التي أسندتها له جامعة تلمسان و كذلك جامعة سيدي بلعباس و وهران...نجده قد تقلّد مجموعة أخرى من المهام خارج إطار المحيط الجامعي. فهو عضو اتحاد الكتاب الجزائريين، و عضو اللجنة الوطنية لبرامج اللغة العربية، و عضو المجلس الأعلى للغة العربية، و عضو رابطة الأدب الإسلامي العالمية (الرياض).
تنوّعت كتابات الدكتور عبد الجليل مرتاض بين البحث العلمي (في اللغة و النقد و الترجمة) و الإبداع الروائي، و جاءت كتبه العلمية لتُوَجِّه أنظار الباحثين إلى التراث العربي القديم في المجال اللساني على وجه الخصوص، فأكّد في أكثر من موقف على ضرورة العودة إلى هذا التراث، و ظهر ذلك بشكل غير مباشر في الشق العملي من إنجازاته، و بشكل مباشر في أكثر من تصريح؛ حيث يقول: "أعتقد أنّ الحاجة العلمية لبحث التراث العربي الإسلامي عامة و الحركة اللغوية المبكّرة خاصة لا تزال ماسة و قائمة على الرغم من المجهودات العلمية الجادة التي بذلها في هذا المضمار علماء عرب و أجانب منذ وقت بعيد و حتى اليوم، و ليس استمرار البحث العلمي في هذا الحقل اللغوي عجيبا بل العجب أن تتوقّف عجلة البحث و حركة العمل، و ما استمرار البحث الأكاديمي في هذا التراث اللساني العربي الأصيل إلا دلالة على قوته و عراقته و أصالته مؤكدا أنّ البذور و الجذور التي أسّسها له أولئك الفقلغويون (فقهاء اللغة) القدماء العباقرة تنمّ عن بنيات صحيحة و مناهج سليمة لا يشوبها وهن و لا خطل."
أمّا عن دور العرب في خلق مناهج علمية للدّراسة اللّغوية، فيرى الدكتور عبد الجليل مرتاض إنّهم تمكّنوا في وقت مبكّر من خلق منهج فقلغوي شامل، يدرسون بفضله جوانب مختلفة من اللغة العربية، و المدهش في تلك الدراسات أنّها اعتمدت على إقامة الحجة العلمية بالعودة إلى أرقى المدوّنات العربية القديمة، في محاولة لإثبات صفاء العربية و كمالها و كذلك حمايتها من أيّ تحريف -على رأي جورج مونان- و لعل ذلك واضح في كتاب سيبويه و كتب أخرى لحقت به. هذا و قد اختار علماء آخرون المنهج المقارن لدراسة العربية في مقابل اللغات الأخرى كالسريانية و العبرانية و الحبشية... و يستشهد الباحث -ههنا- ببعض الأعمال و الأعلام ككتاب "الجمهرة" لابن دريد.
لم يهتمّ الدكتور عبد الجليل مرتاض ببدايات الدرس اللغوي و حسب، بل تطرّق في دراساته إلى جهود علماء العربية المحدثين من أمثال؛ الدكتور صبحي الصالح و الدكتور حسن ظاظا و الدكتور محمود السعران و غيرهم. و لم يكتف في بحوثه بحصر الإيجابيات فقط، بل كثيرا ما يُعرّج إلى السلبيات باحثا عن الحلول الصائبة، و لاسيما إذا تعلّق الأمر بمشكلة المصطلح التي ولّدتها الدراسات الفرديّة -قديما و حديثا- و كذلك مشاكل الترجمة، أمّا المصطلحات التي بقيت غامضة عند العرب فهي كثيرة و أغلبها متقاربة المعنى، كمصطلحي اللسان و اللّغة على سبيل المثال[4] أو بعض المصطلحات الدالة على علوم متقاربة؛ كالفيلولوجيا و فقه اللغة و علم اللغة و اللسانيات.
بالرغم من مشاكل الترجمة إلاّ أنّ فضلها يبقى كبيرا على الدراسات اللغوية و العلمية (عموما) عند العرب، و عن ذلك يقول عبد الجليل مرتاض: "إنّ العرب قد ترجموا أوّل ما ترجموا ما لم يكن عندهم معروفا أو واسع المعرفة كالمنطق و الفلسفة و الطبيعيات و الرياضيات،...هذه المعارف حتّمت على المترجمين المهرة أن يولّدوا العربية و يطوّعوها." ثم ّ يتحدّث عن بداية الفعل الجادّ للترجمة قائلا: "و لم تنطلق الترجمة انطلاقتها الجادّة إلاّ على عهد المنصور الذي شجع المترجمين و أجزل لهم العطاء، و ازدهرت في عهد الرشيد، لكنّها لم تبلغ ذروتها إلاّ في عصر المأمون الذي يرجع إليه الفضل في إنشاء دار الحكمة ببغداد، و استقدم علماء و باحثين أجانب عن العروبة و الدّين ليُؤجّرهم و يُغريهم ماديّا و معنويّا لترجمة ما كان شائعا من معارف ذلك العصر في الإغريق و بلاد فارس و الهند."[7] و لما بلغت الترجمة ذروتها، عادت لتتراجع إلى الوراء بعد أن أخذ العرب كفايتهم من العلوم الرافدة، و انتقلوا إلى مرحلة الإبداع و الاختراع، إلاّ أنّها أخذت قيمتها السابقة في عصر النهضة، لكنّها لم تأخذ منحًى جادًّا في اختيار المواضيع العلمية البحتة، بل اتجهت في كثير من الأحيان إلى الفنون الأدبية و الأشعار.
من بين المواضيع التي اهتم بها الدكتور عبد الجليل أيضا؛ مسألة تيسير النحو الذي يعتبره بعيدا كلّ البعد عن الحذف، و يرى إنّه من المفروض أن يحتفظ الباحث اللغوي بمادة النحو القديمة، و ألاّ يحذف منها إلاّ الاستطرادات الفلسفية دون المبالغة في ذلك، ليصبح التيسر قراءة معاصرة أو إعادة تفسير للنحو بما يناسب العصر، وهنا يأكّد الدكتور على خطورة الارتجال في مواضيع علمية تراثية كهذه.

## مؤلفات
- دموع وشموع (رواية) اتحاد الكتاب العرب (دمشق) 2001 وترجمت إلى اللغة الفرنسية من د. مرتاض إلهام وتم نشرها بدار الطبع editions Baudelaires بفرنسا2011

- القاموس الوجيز في المصطلح اللساني: فرنسي-عربي = Le dictionnaire succinct en terminologie linguistique: Français-Arabe
- العربية بين الطبع والتطبيع (ديوان المطبوعات الجامعية- الجزائر 1993).
- بوادر الحركة اللسانية الأولى عند العرب (دار الأشرف- بيروت 1988).
- التحليل اللساني البنيوي للخطاب (دار الغرب- وهران- الجزائر 2000).
- الموازنة بين اللهجات العربية (دار الغرب- وهران- الجزائر).
- تراكيب لهجية عربية جزائرية في ظل الفصحى (دار الغرب- وهران- الجزائر).
- اللسانيات الجغرافية في التراث اللغوي العربي (دار الغرب- وهران- الجزائر).
- مقاربات أوّلية في علم اللهجات (دار الغرب- وهران- الجزائر).
- مفاهيم لسانية دي سوسيرية (دار الغرب- وهران- الجزائر).
- اللغة و التواصل (دار هومة- الجزائر).
- التحوّلات الجديدة للسانيات التاريخية (دار هومة- الجزائر).
- دراسة لسانية في الساميات واللهجات العربية القديمة (دار هومة- الجزائر).
- التهيئة اللغوية للنحت في العربية (دار هومة- الجزائر).
- الفسيح في ميلاد اللسانيات العربية (دار هومة- الجزائر 2008).
- في مناهج البحث اللغوي (دار القصبة- الجزائر 2003).
- مباحث لغوية في ضوء الفكر اللساني الحديث (دار ثالة- الجزائر).
- *دراسة سيميائية و دلالية في الرواية و التراث (دار ثالة- الجزائر 2005).
- في رحاب اللغة العربية (ديوان المطبوعات الجامعية- الجزائر).
- الظاهر و المختفي- أطروحات جدلية في الإبداع و التلقي (ديوان المطبوعات الجامعية- الجزائر 2005).
- في عالم النص و القراءة (ديوان المطبوعات الجامعية- الجزائر 2006).
- البنية الزمنية في القص الروائي (ديوان المطبوعات الجامعية- الجزائر 1993).
- أمّا عن مجال الإبداع، فقد تألّق الدكتور عبد الجليل مرتاض في فن الرواية، و أعطاها صبغة خاصة حين وظف عناصر من مكوّنات الثقافة الجزائرية و العربية، فجمعت رواياته بين الاقتباس القرآني و الاقتباس من الشعر العربي، كما وظّف عنصر العجائبية (السحر و الجنّ...)[11]، و أعطى طابعا محلّيا لبعض أعماله حين مزج بين أفكار مخيّلته و سيرته الذاتية التي عكست صورة الفرد الجزائري بكل ملامحها. و هذه عناوين لرواياته المطبوعة:
- رُفعت الجلسة (مطبعة النيل- القاهرة 1989).
- عقاب السنين (رابطة الأدب العربي الحديث- القاهرة 1990).
- دموع و شموع (اتحاد الكتاب العرب- دمشق 2001).
- أنتم الآخرون (دار الغرب- وهران- الجزائر 2004).
- لا أحبّ الشمس في باريس (دار هومة- الجزائر 2005).
- ما بقي من نعومة أظافر الذاكرة (دار الغرب- وهران- الجزائر 2007).